# Peter Bossman
Pour les articles homonymes, voir Bossman.

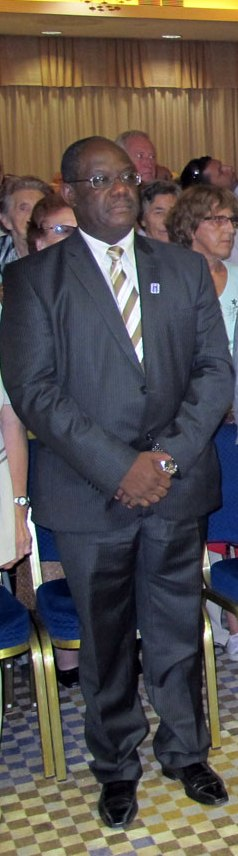
Peter Bossman, 2011

Peter Bossman (né le 2 novembre 1955) est un homme politique slovène. Médecin d'origine ghanéenne, il est maire de Piran de 2010 à 2018. Il a été surnommé l'« Obama de Piran ».

## Biographie
Son engagement politique remonte à l'époque où il était étudiant au Ghana. Il a travaillé dans une organisation démocratique opposée au régime militaire qui avait renversé le président Kwame Nkrumah en 1966. Il est né d'un père également médecin et un homme politique ghanéen. En 1977, il arrive à Ljubljana pour suivre des études de médecine où il rencontre une jeune femme, qu'il épouse et dont il a deux filles. Ils s'installent à Piran, limitrophe de la Croatie sur la côte adriatique. Le 24 octobre 2010, il remporte de justesse la mairie de Piran, créant la sensation dans le pays et au-delà. Peter Bossman est devenu le premier maire noir d'une ville de l'ex-Yougoslavie. Il acquiert aussitôt un statut de star d'« Obama» de la Slovénie.
Après vingt ans passés dans la commune, « les gens ne me voient plus comme un docteur noir ou comme un étranger, mais simplement comme un bon docteur et un homme bien ». Peter Bossman s'est présenté lors de la campagne comme quelqu'un de sympathique, modeste et honnête, qui a convaincu une majorité de votants, malgré sa maîtrise imparfaite de la langue slovène : « Je ne parle peut-être pas un slovène 100 % correct », reconnaît-il. mais il promet de « travailler dur ». Il affirme n'avoir aucune ambition nationale.
Comme le président américain Barack Obama, il a misé sur l'internet pour mener sa campagne, créant son profil sur Facebook et se mettant en scène dans des vidéos retransmises sur YouTube [réf. nécessaire].
Il est réélu le 19 octobre 2014 pour un second mandat qui s'achève en 2018.